# Calothamnus pallidifolius
Calothamnus pallidifolius är en myrtenväxtart som först beskrevs av George Bentham, och fick sitt nu gällande namn av Trevor J. Hawkeswood. Calothamnus pallidifolius ingår i släktet Calothamnus och familjen myrtenväxter. Inga underarter finns listade i Catalogue of Life.